# Constituição do Estado do Rio Grande do Sul
A Constituição do Estado do Rio Grande do Sul foi promulgada pela Assembleia Estadual Constituinte em 3 de outubro de 1989.

## Preâmbulo
Tem o seguinte preâmbulo:
| “ | Nós, representantes do povo Rio-Grandense, com os poderes constituintes outorgados pela Constituição da República Federativa do Brasil, voltados para a construção de uma sociedade fundada nos princípios da soberania popular, da liberdade, da igualdade, da ética e do pleno exercício da cidadania, em que o trabalho seja fonte de definição das relações sociais e econômicas, e a prática da democracia seja real e constante, em formas representativas e participativas, afirmando nosso compromisso com a unidade nacional, a autonomia política e administrativa, a integração dos povos latino-americanos e os elevados valores da tradição gaúcha, promulgamos, sob a proteção de Deus, esta Constituição do Estado do Rio Grande do Sul. | ” |

## Corpo
Originalmente o corpo ou texto da Constituição Política Gaúcha de 1989 compôe-se de uma literatura com 267 artigos e, a estes, acrescentam-se 67 artigos do texto das Disposições Transitórias.

## Constituintes
A mesma tem a assinatura dos seguintes deputados:
- Gleno Scherer, presidente
- Roberto Künze, 1.º vice-presidente
- Luís Abadie, 2.º vice-presidente
- Carlos Sá Azambuja, 1.º secretário
- Antonio Lourenço Pires, 2.º secretário
- Nestor Fips Schneider, 3.º Secretário
- Raul Pont, 4.º Secretário
- Moesés Berlesi, 1.º Suplente de Secretário - Sérgio Zambiasi, 2.º Suplente de Secretário - Jauri Oliveira, 3.º Suplente de Secretário - Ecléa Fernandes, 4.º Suplente de Secretário - Mendes Ribeiro Filho, Relator-Geral - Athos Rodrigues, Relator Adjunto - Carlos Araújo, Relator Adjunto - Achylles Braghirolli - Adão Pretto - Algir Lorenzon - Antonio Barbedo - Antonio Carlos Azevedo - Antônio Dexheimer - Antonio Lorenzi - Bráulio Marques - Carrion Júnior - Celso Bernardi - Constantino Picarelli - Éden Pedroso - Erani Müller - Francisco Turra - Germano Bonow - Germano Rigotto - Gilberto Mussi - Guaracy Marinho - Hélio Musskopf - Hilda de Souza - Ilário Pasin - Jarbas Lima - João Augusto Nardes - João Odil Haas - João Osório - Joaquim Moncks - José Fortunati - José Ivo Sartori - Luiz Fernando Staub - Mário Limberger - Mário Madureira - Porfírio Peixoto - Renan Kurtz - Sanchotene Felice - Selvino Heck - Tito Lívio Jaeger - Tufy Salomão - Valdomiro Lima - Valdomiro Vaz Franco - Valmir Susin - Wilson Mânica.
- Participantes: Brasil Carús - Cezar Schirmer - Elói Zanella - Paulo Ritzel - Solon Tavares.

## Primeira emenda
A primeira emenda da Constituição do Estado do Rio Grande do Sul de 1989 foi promulgada em 18 de junho de 1991.

## Histórico das constituições do Rio Grande do Sul
A construção política do estado já contou com várias Constituições políticas e a primeira constituição do estado intitulava-se Constituição Política do Estado do Rio Grande do Sul de 1891 e foi promulgada em 14 de julho de 1891.
Já vigoraram outras Cartas Constitucionais, entre elas:
- Constituição do Estado do Rio Grande do Sul de 1935
- Constituição do Estado do Rio Grande do Sul de 1947
- Constituição do Estado do Rio Grande do Sul de 1967, cuja construção foi para se adequar ao governo da Ditadura Militar de 1964.